# الإخوان المسلمون في العراق

محمد محمود الصواف مؤسس جماعة الإخوان المسلمين في العراق في شبابه.

جماعة الإخوان المسلمين في العراق هي إحدى التنظيمات الحركية الإسلامية العاملة في العراق، وهي امتداد فكري وتنظيمي لجماعة الإخوان المسلمين العالمية، أُسست الجماعة عام 1940، وأصبحت قانونية عام 1949 باسم جمعية الأخوة الإسلامية.

## التأسيس
ترجع البدايات الأولى للجماعة في العراق إلى تأثر الشباب والناس الذين كانوا يتابعون مجلات ومنشورات الإخوان المصرية التي ترد العراق في بداية الأربعينيات وإلى دور الأساتذة المصريين المعارة خدماتهم للتدريس في الكليات والمدارس العراقية وأبرزهم الدكتور حسين كمال الدين في كلية الهندسة ومحمد عبد الحميد أحمد عندما بدأوا عملهم عام 1944.
أسس الشيخ محمد محمود الصواف هذا التنظيم بعد ذهابه إلى مصر وتبنيه فكر الإخوان المسلمين بعد لقائه الشيخ حسن البنا.
بدأ التنظيم عمله في أربعينيات القرن العشرين، وأجيزت قانونيا عام 1949 حسب نظام الجمعيات باسم جمعية الاخوة الإسلامية برئاسة الشيخ أمجد الزهاوي ، وكان مراقبها العام الشيخ محمد محمود الصواف واستمرت الجمعية إلى عام 1954 عندما اغلقت لكن استمر العمل علنيا.

## 1959 - 1968
بعد ثورة 1958 التي أطاحت بالنظام الملكي تعرضت الجماعة إلى مضايقات اضطرت مراقبها العام الشيخ الصواف إلى مغادرة العراق لكنها استمرت بعملها.

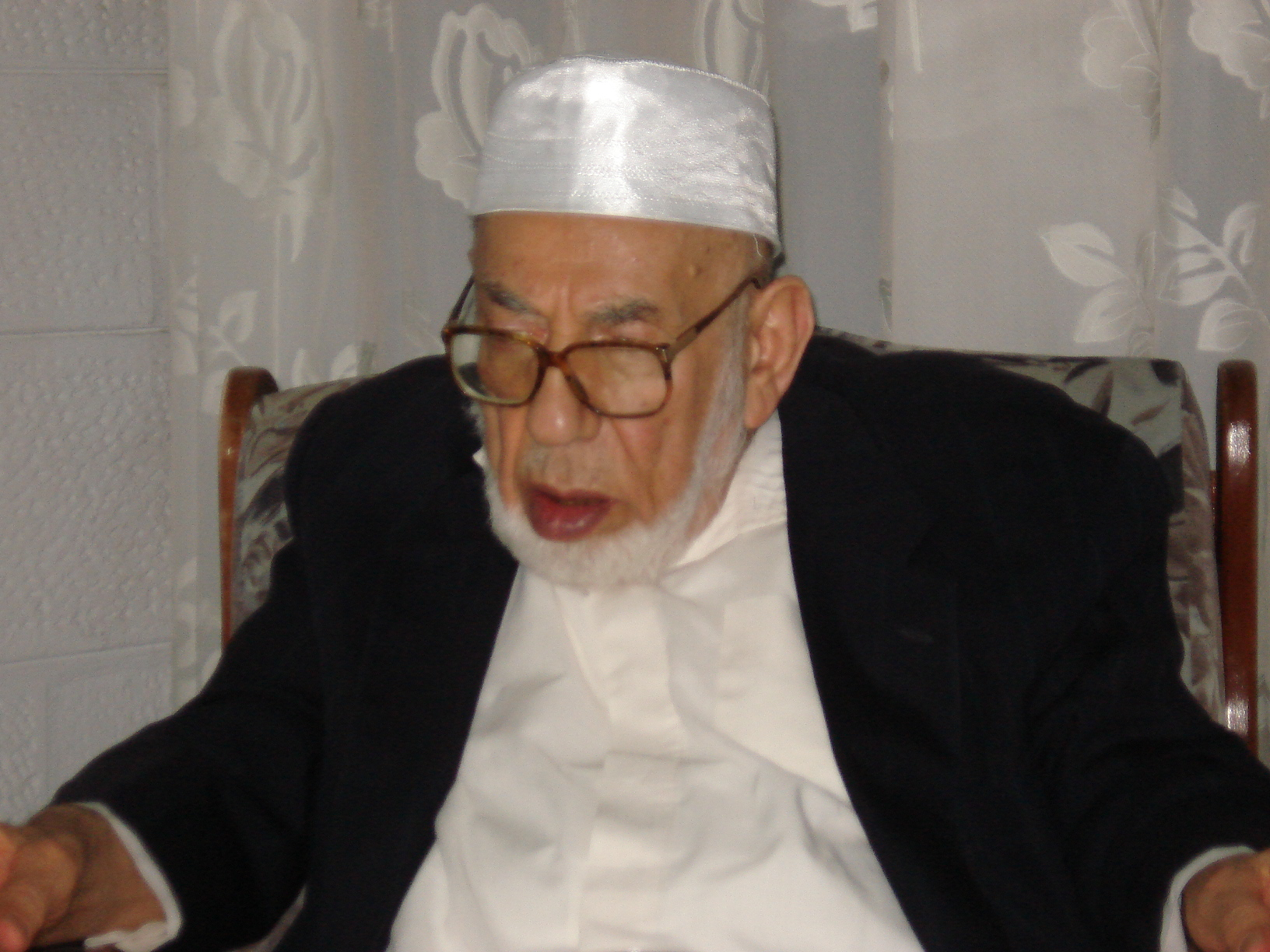
الدكتور عبد الكريم زيدان المراقب الثاني لجماعة الإخوان المسلمين في العراق.

تولى الدكتور عبد الكريم زيدان مسؤولية الجماعة بعد الشيخ الصواف ، واستمر مراقباً عاما حتى منتصف التسعينيات.
وعلى أثر صدور قانون الأحزاب السياسية في عام 1960 أعلن رسميا عن الحزب الإسلامي العراقي الذي ترأسه في وقتها نعمان عبد الرزاق السامرائي كواجهة سياسية لجماعة الإخوان المسلمين، لكن ما لبثت الحكومة العراقية برئاسة عبد الكريم قاسم من منعه رسميا عام 1961 من مزاولة نشاطه رغم إجازته رسميا بسبب المذكرة المفتوحة إلى رئيس الوزراء التي انتقد فيها منهجية الحكومة في إدارة البلاد وأيضا لانتقاده بعضًا من قرارات الحكومة آنذاك مثل مساواة الجنسين بالإرث المخالف لاحكام الشريعة الإسلامية إلى أن اعاد الحزب تنظيمه بعد الغزو الأمريكي للعراق عام 2003،

الدكتور نعمان السامرائي الامين العام للحزب الإسلامي عام 1960

استمرت جماعة الإخوان المسلمين في العراق في تلك الفترة بعملها فقد كانت تمارس نشاطها بشكل واقعي وغير رسمي لكنه شبه علني إلى عام 1968.

## مرحلة 1968- 2003
وهي المرحلة التي كانت في ظل حكم حزب البعث للعراق بعد انقلاب 17 تموز 1968 وتراوحت بين التجميد والعمل السري شديد التكتم وقد مر العمل بعدة مراحل:

### ايقاف التنظيم
جمدت جماعة الاخوان المسلمين في العراق عملها التنظيمي عام 1970 تحت ضغط وتهديد الحكومة آنذاك التي لم تكن تسمح بالعمل السياسي خارج حزب البعث العربي الاشتراكي مما عرضهم للملاحقة فاعتُقِل عددٌ كبير من نشطائهم، وأعدم آخرون من أبرزهم محمد فرج الجاسم وعبد الغني شندالة والشيخ عبد العزيز البدري الذي كان قريبا من الاخوان.
دفع هذا الضغط والتهديد الجماعة إلى أن توقف النشاط التنظيمي والاكتفاء بالعمل الدعوي الفردي الإسلامي العام، واستمرت بعملها السري على رغم ملاحقة الحكومة العراقية لأعضاء وقيادات الجماعة، واعتقال وإعدام العديد منهم، إلا ان التنظيم بقي متماسكا، مما أهله إلى إنشاء العديد من المؤسسات والمنظمات والجمعيات بعد الغزو الأمريكي للعراق عام 2003
على رغم تجميده العمل عام 1970 استمر الدكتور عبد الكريم زيدان بقيادته جماعة الاخوان المسلمين في العراق حتى منتصف التسعينيات ومنع إعادة العمل التنظيمي خلال تلك الفترة .

### مجاميع تنظيمية
عملت في تلك الفترة مجموعات تنظيمية على مستوى العراق بدون موافقة رسمية من القيادة ولكنها غضت النظر عنها وهي:
- مجموعة تنظيم طلابي عملت في صفوف الشباب في الجامعات في نهاية السبعينيات كان على رأسها إياد السامرائي، الذي هرب إلى خارج العراق بعد اكتشاف تنظيمه. وقد تولى قيادة العمل بعده الدكتور عبد المجيد عبد السامرائي ، وكان أكبر وأوسع المجموعات التنظيمية والذي اتسعت دائرته إلى أنحاء العراق كافة، وكان تنظيما دقيقًا جدًا، لكن قبض على كثير من أعضائه عام 1987 لذلك عرف باسم تنظيم 1987  وكانت التهمة هي المشاركة في تنظيم سري، فحكمت محكمة الثورة على قسم منهم بالإعدام ثم خفف الحكم إلى السجن المؤبد بتدخل قيادات إسلامية في دول مثل تركيا والسودان والأردن وحكم على آخرين بالسجن لمدد طويلة. وقد أطلق سراحهم عام 1991، كان منهم الدكتور عصام الراوي والدكتور علاء مكي ونصير العاني ومحمد فاضل السامرائي وآخرين وغيرهم كثير، ثم أفرج عنهم في عقد التسعينات في عفو عام بعد تدخل شخصيات إسلامية معروفة من خارج العراق.[3]
- ومن أهم التنظيمات الشبابية التابعة لهذا التنظيم تنظيم المهندس الشاب سرمد الدوري في نهاية السبعينيات فأعدم بعد اكتشافه وثلاثة معه.
- وتنظيم آخر ظهر في المقدادية تابع له عرف فيما بعد بتنظيم (الاخ حسين) في أوائل الثمانينيات، فاكتشف أيضا وحكم على عدد منهم بالإعدام ونفذ فيهم وعلى البقية بالسجن لمدد مختلفة.[3]

### عودة التنظيم
أعادت الجماعة عمل الاخوان في داخل العراق بتنظيم سري عام 1989 بشكل أكثر حركة واعادوا بناء هياكلهم التنظيمية بقيادة مؤقتة وكونوا مجلس شورى من مسؤولي تنظيمات المحافظات فعملوا على هذا الأساس إلى عام 1996 عندما انتخبوا مجلس شورى جديد اجتمع وانتخب قيادة جديدة ومراقبا عاما جديدا في ليلة 20 رمضان 1416 هجرية (1996 م)  (لكن لم تذكر هذه المصادر أسماء القيادة والمراقب الجديد المنتخب) وقد كشف هذا التنظيم أيضا واعتقل قسم من قياداته منهم الدكتور محسن عبد الحميد والذي أفرج عنه لاحقا بعد وساطة من قيادات إسلامية في تركيا والأردن والسودان.
استمر هذا التنظيم يعمل إلى عام 2003.
وكان الحاج حاتم العاني أبو عدي أحد المراقبين الذين قادوا التنظيم قبل عام 2003.
نظم الاخوان العراقيون في الخارج في لندن مطلع التسعينات عملهم بشكل مستقل عن العمل في داخل العراق برئاسة الدكتور أسامة التكريتي واستمروا إلى عام 2003 وأعادوا تأسيس حزب سياسي تحت عنوان الحزب الإسلامي العراقي عام 1991 برئاسة إياد السامرائي

## بعد عام 2003
بعد احداث 2003 توحد العمل في الداخل والخارج بامرة المراقب الذي في العراق.
وفي عام 2003 أسس قسم من الاخوان واجهة سياسية باسم الحزب الإسلامي العراقي وبرئاسة الدكتور محسن عبد الحميد علما أن الحزب القديم المؤسس في فترة الستينيات الذي كان يحمل نفس الاسم كان ملغيا منذ حله آنذاك ولا يشترك هذا الحزب معه الا بالاسم وانه من رحم نفس الجماعة.
وفي عام 2004 انتخبوا مراقبًا جديدًا هو (الدكتور زياد شفيق الراوي) وهو شخصية مثيرة للاهتمام وطبيب عالمي معروف وأستاذ في كلية الطب لامراض المفاصل يتميز بكارزمية وقدرة على ضم الصفوف .

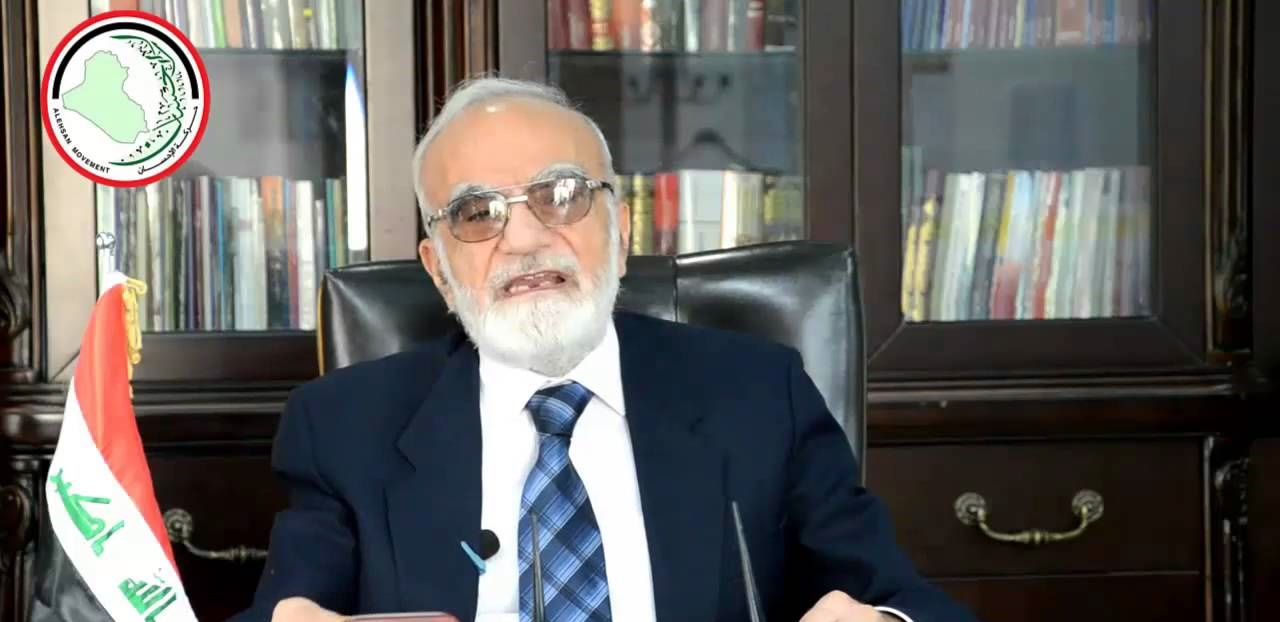
الدكتور زياد شفيق الراوي

وبعد انتخابات 25 مايو 2009 انتخب الدكتور (محسن عبد الحميد) لمنصب رئيس مجلس الشورى.

## مراقبو الإخوان المسلمين في العراق
- محمد محمود الصواف
- كمال القيسي (وكالة)
- عبد الكريم زيدان
- حاتم العاني أبو عدي
- أسامة التكريتي
- زياد شفيق الراوي

## ابرز شخصيات الاخوان المسلمين في العراق
- الشيخ محمد محمود الصواف
- عبد الكريم زيدان
- نعمان عبد الرزاق السامرائي
- عبد المنعم صالح العلي العزي، المعروف باسمه المستعار محمد أحمد الراشد
- وليد الأعظمي
- إياد العزي
- محسن عبد الحميد
- إبراهيم النعمة
- غانم حمودات
- فاضل صالح السامرائي
- إدريس داود سلمان
- سليمان القابلي
- مهند الغريري
- عبد الجليل الفهداوي
- يوسف الحسان

## المواقف السياسية
كانت الجماعة تتبنى مواقفها من خلال بياناتها التي تصدرها وكانت تتبنى الموقف المناهض لاحتلال العراق وقد اختلفت جماعة الإخوان المسلمين في العراق، في مواقفها السياسية عن مواقف الحزب الإسلامي العراقي، مما يثير الكثير من الانتقادات من داخل الجماعة وخارج الجماعة:
- رفضت الجماعة الموافقة على الدستور العراقي الجديد
- رفضت الجماعة الموافقة على الإتفاقية الأمنية بين العراق وأمريكا